# カイダ文字

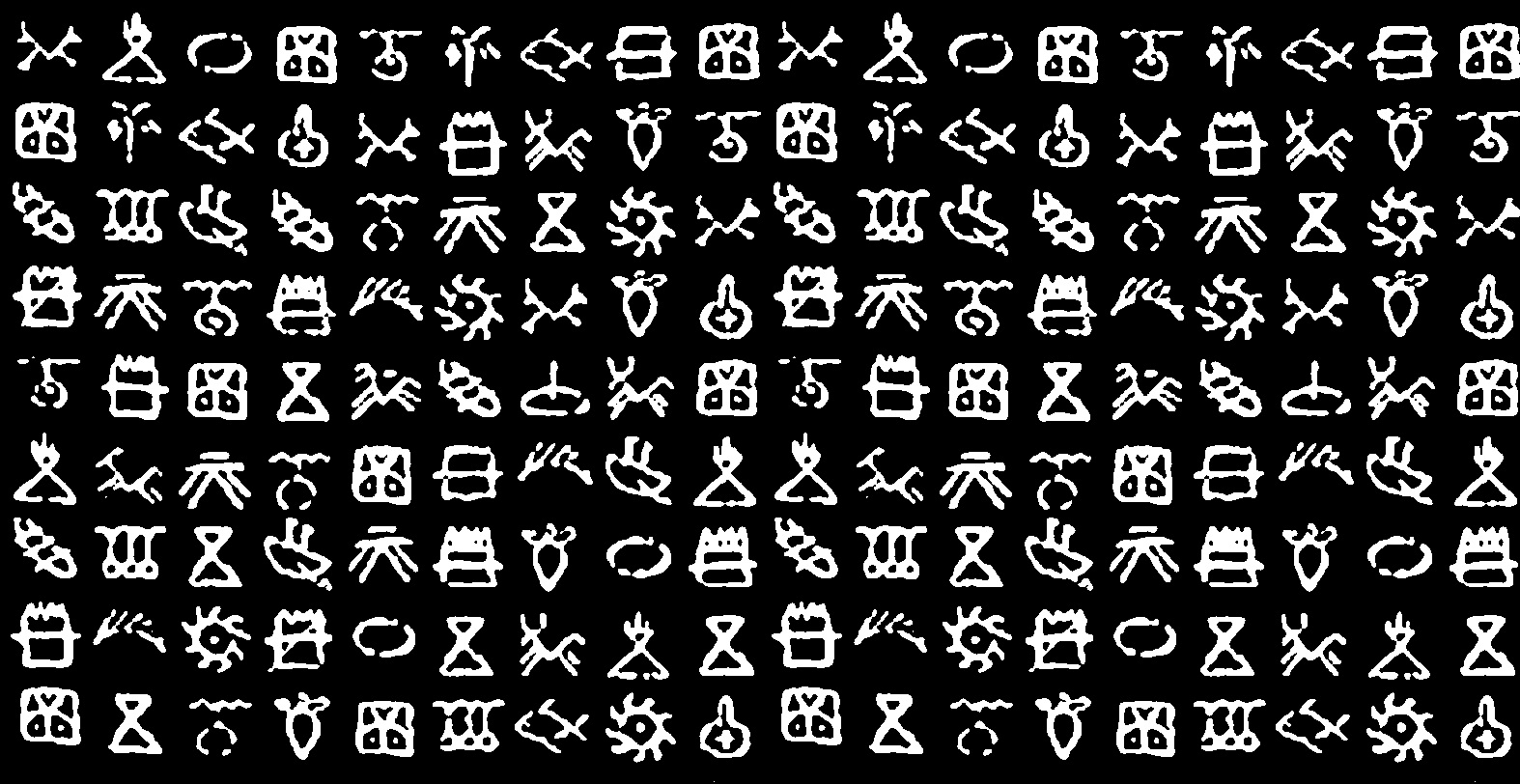
カイダ文字の例

カイダ文字の例

カイダ文字（カイダもじ）は、かつて沖縄県の与那国島等で使われていた象形文字である。カイダ字（カイダじ、琉球語与那国方言：カイダーディーまたはカイダディ）やカイダー文字（カイダーもじ）、カイダー字（カイダーじ）とも呼ばれる。

## 概要
起源については諸説があるが、須藤利一は1640年の人頭税施行に伴い、17世紀後半にできたものとした。池間栄三は、琉球王朝による支配後に作られたものとし、1839年に頭職に任じられた15世大浜親雲上正喜によって完全な文字が創作されたとしている。明治時代に小学校令が発布されるまで使用されていたことが分かっている。主に商品の売買記録や徴税記録に用いられたもので、一般の文章が表記できるまでには発展せず、公教育が導入されて以降は漢字や仮名が普及したため、使用されなくなった。
主に取引の対象となった作物、家畜、家禽、魚介類、家、船などと漢数字を変形させた数字が文字化されていた。また、取引の上で区別が必要な雄馬と雌馬、雄鶏と雌鶏などは区別されていた。徴税記録を記した木板が国立民族学博物館などにも残されているが、多くは、第二次世界大戦の空襲で焼失した。
与那国島海底地形からも、カイダ文字に似た跡のある岩が発見されている。しかしながら、カイダ文字は上述の通り一般には17-19世紀に創作されたと考えられている一方、この海底地形は諸説はあるものの遅くとも11世紀前半には水没していたと考えられているため、この跡がカイダ文字であるとすると、海底地形が水没した後に付けられたものであるか、カイダ文字が通説より古くから用いられていたと考えなければ年代が整合しない。
現在は、与那国島周辺の民芸品やシャツなどにデザイン部品として用いられる例があるが、かならずしも字の意味を理解して使われているとは限らない。